# Microphone BBC-Marconi Type A
 (septembre 2023).

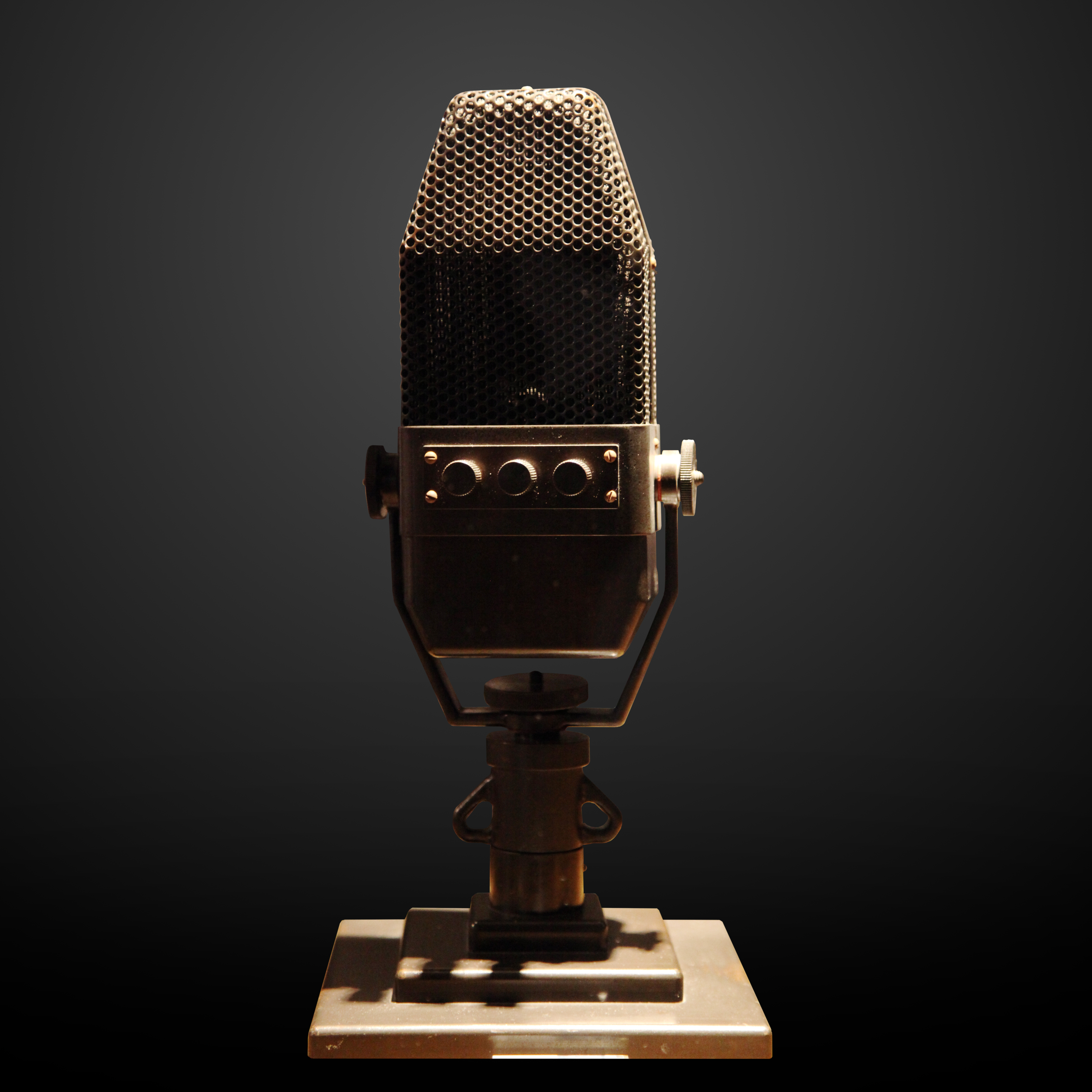
Microphone BBC-Marconi Type A, vers 1945.

Le BBC-Marconi Type A  est un microphone à ruban qui a été produit par la BBC et Marconi entre 1934 et 1959. Le microphone a été décrit comme « emblématique » et un symbole de la BBC. 

## Histoire
Au début des années 1930, la BBC souhaitait adopter le microphone à ruban modèle 44 de RCA qui était utilisé à Hollywood. Celui-ci était très onéreux et aurait coûté à la BBC 130 £ (équivalant à environ 6 500 £ en 2009),. La BBC a donc préféré élaborer son propre microphone, le Type A, avec la société Marconi. Le Type A a été produit au coût de 9 £ l'unité (environ 475 £ en 2009),.
Le premier modèle de microphone type A a été conçu par l'ingénieur F. W. Alexander  sous la direction du département de recherche de H. L. Kirke à la BBC. 
À partir de 1940, le Type A est notamment utilisé pour la diffusion des appels à la Résistance de Charles de Gaulle. 

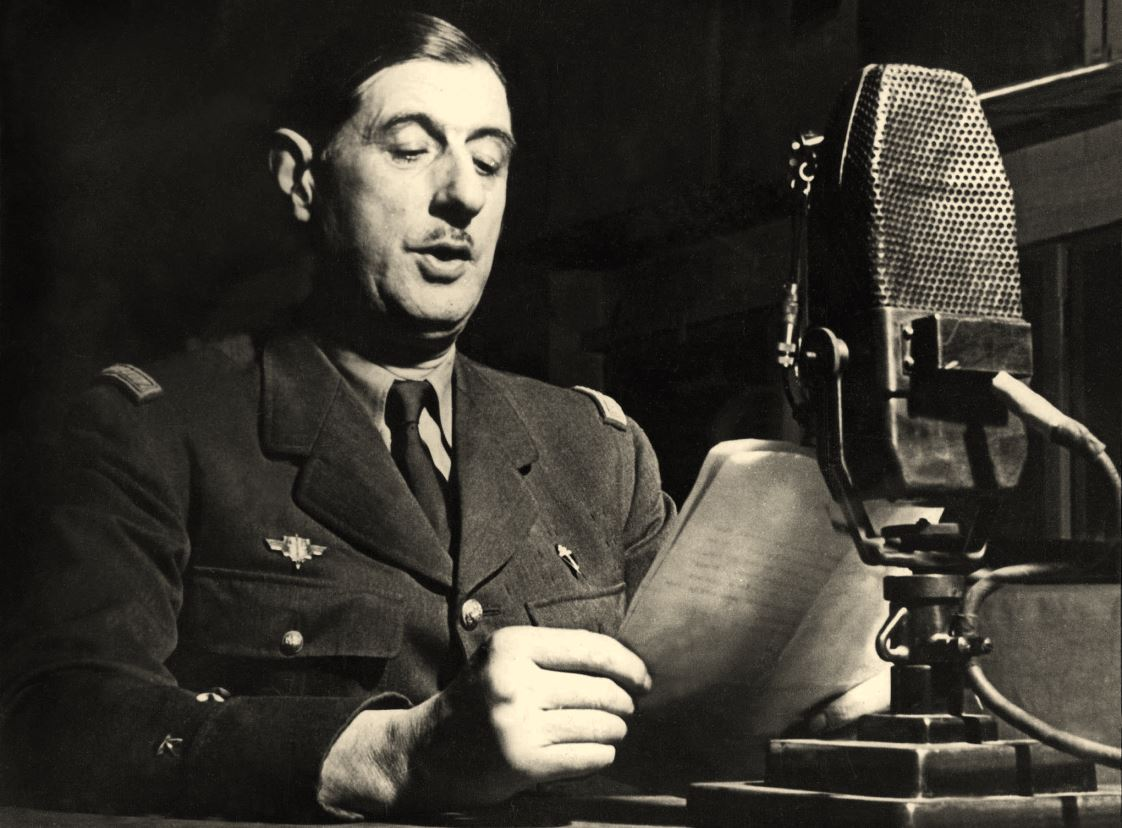
Charles de Gaulle utilisant un micro BBC-Marconi type A en 1941.

Quatre versions du microphone ont été produites : le A, AX, AXB et AXBT. Le microphone d'origine utilisait un épais ruban d'aluminium qui produisait une résonance dure. Celui-ci a été remplacé par un ruban plus fin sous le nom de Type AX. En 1943, le modèle AXB a été lancé, qui comportait un câblage équilibré. En 1944, le microphone est rebaptisé AXBT avec l'ajout d'un aimant Ticonal pour augmenter la sensibilité de 6 décibels,. Ce dernier modèle pesait environ 9,25 livres (4,2 kg). 
Le microphone avait un diagramme polaire en forme de huit. Le ruban d'aluminium était fin de moins d'un micromètre. 